# Alfredas Jonuška
Alfredas Jonuška (* 12. Januar 1965 in Kuršėnai) ist ein litauischer Politiker.

## Leben
1989 absolvierte er das Diplomstudium der Keramik-Technologie am Kauno politechnikos institutas und 1991 das Studium  der Wirtschaft (Spezialisierung: internationale Wirtschaftsbeziehungen) an der Vilniaus universitetas.
Von 1995 bis 1996 war er stellv. Bürgermeister der Rajongemeinde Šiauliai, von 1996 bis 2000 Bürgermeister der Rajongemeinde. Seit 2007 ist er Generaldirektor der Industrie- und Handelskammer in Šiauliai.
Seit 1993 ist er Mitglied der Tėvynės sąjunga - Lietuvos krikščionys demokratai.
Seit 2008 ist er Ratsmitglied von Šiaulių universitetas.
Er ist verheiratet. Mit Frau Daiva hat er die Kinder Benediktas, Karolis, Gabrielė, Dorotėja.